# Antimima androsacea
Antimima androsacea är en isörtsväxtart som först beskrevs av Hermann Wilhelm Rudolf Marloth och Schwant., och fick sitt nu gällande namn av H. E. K. Hartmann. Antimima androsacea ingår i släktet Antimima och familjen isörtsväxter. Inga underarter finns listade i Catalogue of Life.